# Partido Socialismo y Libertad
El Partido Socialismo y Libertad (PSL) es un partido marxista venezolano de carácter trotskista seguidor de la línea de Nahuel Moreno, el cual está afiliado a la Unidad Internacional de los Trabajadores - Cuarta Internacional.
El vocero del PSL es La Voz de los Trabajadores, mientras que en Internet el partido participa en el equipo coordinador de la página LaClase.info. Forma parte del movimiento Oposición de Izquierda en Lucha.
En la actualidad no está habilitado para participar en elecciones.

## Historia

### Antecedentes
Los antecedentes del partido son el Partido Socialista de los Trabajadores (PST) —disuelto en los años 90 y liderado por Alberto Franceschi— y la Organización de Izquierda Revolucionaria (OIR), y luego el Partido Revolución y Socialismo (PRS), durante la etapa abierta en 1998 con la elección del presidente Hugo Chávez Frías.
El PST editó los periódicos Voz Socialista, y luego La Chispa.

### Unidad Socialista de Izquierda
Fundado en 2008 por dirigentes obreros y populares revolucionarios, como Orlando Chirino, Richard Gallardo, Emilio Bastidas, Miguel Ángel Hernández, José Bodas, Armando Guerra, Simón Rodríguez Porras, entre otros.
En 2010, la Unidad Socialista de Izquierda se unifica con la organización izquierdista Paso a la Nueva Democracia, conservando su nombre y sus siglas.

### Dirigentes asesinados en 2008
El 27 de noviembre de 2008, Richard Gallardo, Luis Hernández, y Carlos Requena, dirigentes de la entonces USI, fueron asesinados en La Encrucijada, estado Aragua. El partido, así como la Unión Nacional de Trabajadores - Aragua —de la cual Richard Gallardo era presidente—, convocaron a un paro regional de trabajadores, realizado con éxito el 2 de diciembre de 2008.
El Gobierno nacional guardó silencio frente al crimen durante los primeros días, hasta que el presidente Chávez se pronunció el 1 de diciembre, en vísperas del paro regional. El día del paro regional, el entonces ministro del Interior y Justicia, Tareck El Aissami, anunció que el asesino de los dirigentes de la USI había sido capturado, y señaló a un trabajador de la Pepsi Cola por el asesinato, bajo la tesis de un «ajuste de cuentas», pronunciamiento que fue denunciado por la UNETE de Aragua y la USI como una declaración infundada. Luego del paro regional se acordó la conformación de una comisión de la verdad para investigar el caso, pero el Gobierno incumplió el acuerdo. La USI encabezó numerosas protestas exigiendo justicia para sus camaradas asesinados.
Hasta el momento, no se han profundizado las investigaciones, ni se ha indagado en la relación con el crimen de las empresas de la región (las víctimas eran dirigentes sindicales clasistas, y el día del asesinato habían participado en un conflicto obrero en la fábrica Alpina), o las mafias sindicales de la construcción en el estado Aragua.

### Renombramiento actual
En junio de 2012 la Unidad Socialista de Izquierda es renombrada como «Partido Socialismo y Libertad» para cumplir con los requisitos que exige la ley y así participar en las elecciones presidenciales de ese año.

### En búsqueda de alianzas frente el madurismo
Participaron en la Plataforma del Pueblo en Lucha y del Chavismo Crítico conformada por partidos, movimientos, sindicatos, colectivos y otras organizaciones izquierdistas chavistas y no chavistas contrarias al Gobierno de Nicolás Maduro. Esta alianza se rompió tras diferencias en cuanto a posiciones frente a las protestas de 2017, sin embargo el Partido Socialismo y Libertad llamó de nuevo a la alianza de los diversos sectores de izquierda que adversan al madurismo para «participar de manera autónoma en las luchas sociales».
En enero de 2018 nace el movimiento Oposición de Izquierda en Lucha donde confluyen organizaciones de izquierda de distinto signo, donde está incluido el Partido Socialismo y Libertad. Bajo esto alianza proponen para enfrentar la crisis económica que vive el país a través de un «plan económico popular» que consta de los siguientes puntos:
1. Suspensión del pago de la deuda externa
2. Reforma tributaria progresiva
3. Repatriación de capitales fugados del país
4. Estatización integral de la industria petrolera
5. Importación masiva de materia prima y de productos terminados
6. Indexación salarial

En la actualidad mantiene una línea abstencionista promoviendo la movilización de calle y rechazando las intervenciones militares extranjeras, a la vez que rechaza adherirse al Frente Amplio Venezuela Libre ya que representaría un «eventual gobierno de “unidad nacional” con nuestros verdugos». A su vez, llaman a unificar y articular las luchas de los trabajadores y sectores populares en una coordinadora nacional independiente y plural.
En 2019 se posicionaron en contra de Juan Guaidó como presidente interino de Venezuela y defendieron que el pueblo trabajador venezolano es quien debe movilizarse para sacar a Nicolás Maduro del poder.

## Participación electoral
El 23 de noviembre de 2008, el partido participó en las elecciones regionales, con candidatos obreros en el estado Aragua, destacando las candidaturas de Luis Hernández a la alcaldía del municipio Zamora, y Richard Gallardo al Consejo Legislativo de Aragua. En la elección de la alcaldía de Zamora (Villa de Cura), resultó favorecido Aldo Lovera, del PSUV.
La USI se ha perfilado como un partido revolucionario, independiente del gobierno y los patronos. No apoyó la enmienda constitucional propuesta por el presidente Chávez para permitir la postulación ilimitada a la reelección por parte de los funcionarios electos por medio del voto popular; en el referendo aprobatorio la USI llamó a votar nulo.
En el año 2012, después de ser renombrado el partido, el Partido Socialismo y Libertad postula a Orlando Chirino como presidente de Venezuela para la elecciones presidenciales de 2012, donde fue reelecto el presidente Hugo Chávez. En estas elecciones, el candidato Orlando Chirino obtuvo 4144 votos, lo que representó el 0,02% de los votos a nivel nacional.
Para las elecciones regionales de 2012, el Partido Socialismo y Libertad postuló a siete candidatos: Eliéser Terán en Anzoátegui, Emilio Bastidas en Aragua, Antonio Espinoza en Carabobo, Pedro León en Cojedes, Raumel Guerrero en Falcón, Simón Rodríguez Porras en Mérida, Eleazar Guillent en Sucre.
En las elecciones parlamentarias de 2015 postuló a 13 candidatos.
En la actualidad el PSL viene desarrollando una línea abstencionista en distintos procesos como las elecciones a la Asamblea Nacional Constituyente de 2017, las regionales de 2017, las municipales de 2017, las presidenciales de 2018, y las parlamentarias de 2020. Para ellos, participar en estos comicios equivale a «avalar el hambre que sufre el pueblo venezolano». En su lugar apuestan por la movilización popular y la alianza con diversos sectores que defienden una alternativa obrera y popular contraria al Gobierno de Nicolás Maduro.
No obstante, aunque el partido denunció al plebiscito de 2017 convocado por la Asamblea Nacional de mayoría opositora como una medida que desviaba el proceso de protestas que se desarrollaron ese año al crear falsas expectativas de una salida electoral, en vista a la masiva participación el PSL llamó a votar afirmativamente a la primera pregunta que repudiaba a la ANC y negativo para la segunda y tercera preguntas que consideraron exacerbaba el militarismo y la formación de un gobierno de élites.